# Ralph Lewis (actor)
Ralph Lewis (Ralph Percy Lewis: Englewood, de Illinois, 8 de octubre de 1872 – Los Ángeles, de California, 4 de diciembre de 1937) fue un actor estadounidense especialmente prolífico en el cine mudo. Apareció en 160 películas, desde 1912 hasta 1938.

## Filmografía
Entre sus títulos más destacados, se encuentran:
- The Floor Above (1914)
- Home, Sweet Home (1914)
- The Escape (1914)
- El nacimiento de una nación (1915)

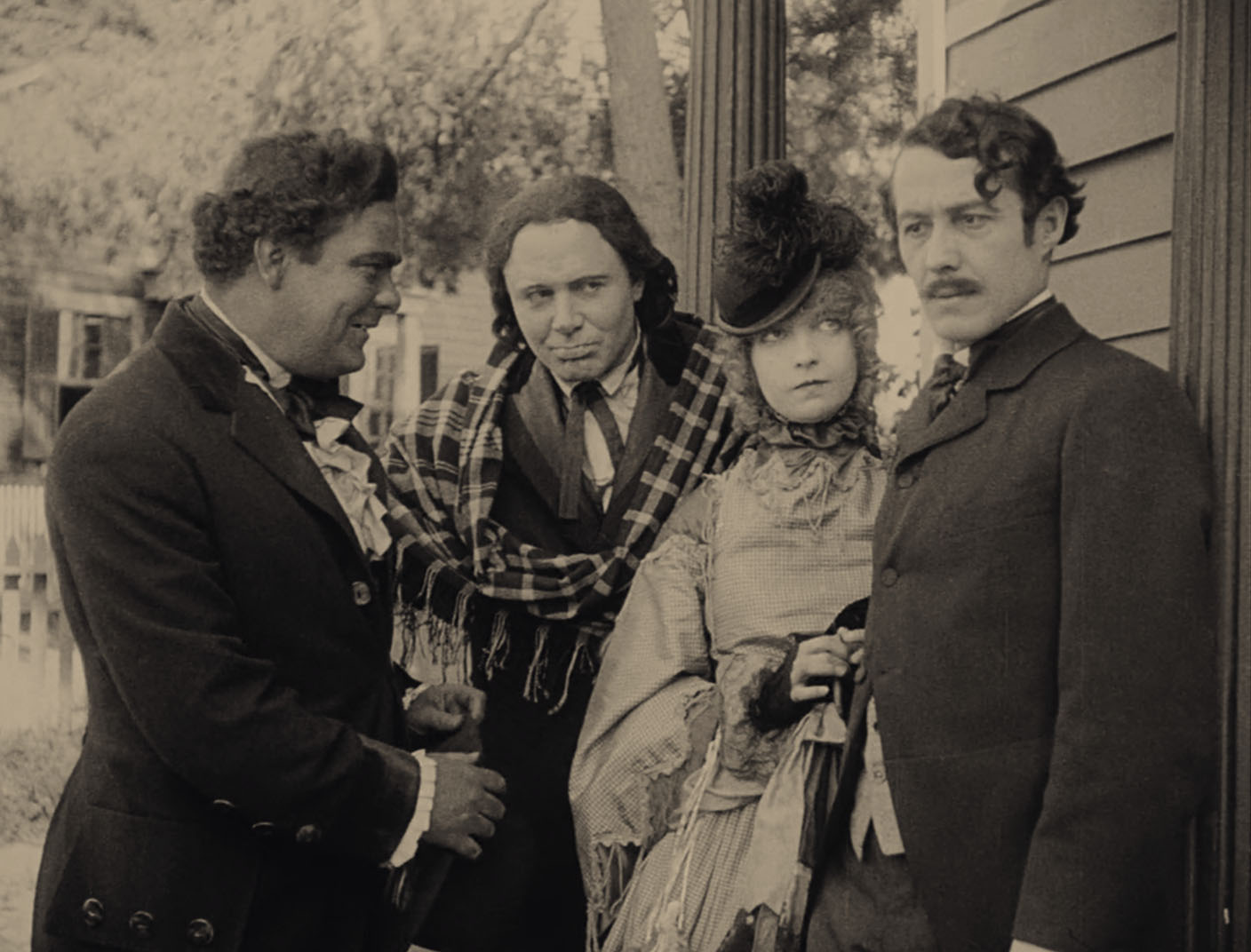
Fotograma de la película de Griffith El nacimiento de una nación: George Siegmann, Ralph Lewis, Lillian Gish y Henry B. Walthall.

- The Children Pay (1916)
- Revenge (1918)
- When the Clouds Roll by (1919)
- Outside the Law (1920)
- The Bad One (1930)
- Somewhere in Sonora (1933)